# Desaladora Bahía Caldera
La desaladora Bahía Caldera es una máquina para la desalinización de agua de mar que produce por medio de filtros y osmosis inversa un caudal de 93 l/s de agua utilizable para el consumo humado, para riego y la industria. Su costo fue de US$ 250 millones y se encuentra en la Región de Atacama. En 2022 fue galardonada con el Global Water Award.

## Ubicación
La planta está ubicada al interior de las instalaciones de la Pesquera Bahía Caldera, aproximadamente 2 km al norte de la ciudad de Caldera. Utiliza parcialmente algunas instalaciones preexistentes como el estanque de agua de la pesquera que es utilizado para almacenar temporalmente la salmuera residual del proceso.

## Partes y funciones
La planta extrae agua de mar por dos tuberías de 114 m y de 16 pulgadas (40,6 cm) y 12 pulgadas (30,5 cm). Los puntos de captación están a una profundidad de 1,7 m y los primeros 65 m de las cañerías se encuentran sumergidos. Luego es pasada por filtros para continuar con la osmosis inversa de la cual salen dos flujos, el primero con agua desalinizada y el segundo con salmuera a la que se debe agregar el flujo proveniente de la limpieza de los filtros de osmosis. 
El agua desalinizada es almacenada en los estanques ya existentes de la pesquera antes de su de distribución a los clientes varios. 
La salmuera y los residuos de la limpieza de filtros son devueltos al mar por una tubería de HDPE de 900 m de longitud y 14 pulgadas (35,6 cm) de diámetro que puede llevar un caudal máximo de descarga de 277,78 l/s (1.000 m³/h) y cuenta con 40 difusores en una profundidad de 13 m.

## Impacto ambiental
En medio de la creciente crisis hídrica que atraviesa Chile, las desaladoras han emergido como una alternativa tecnológica cada vez más extendida para abastecer de agua potable a zonas costeras. Sin embargo, como advierte un reportaje de Radio Universidad de Chile (2024), su implementación no está exenta de riesgos. Expertos consultados alertan sobre el impacto ambiental que genera este tipo de infraestructura, particularmente por la descarga de salmuera altamente concentrada en los ecosistemas marinos y los efectos en la biodiversidad provocados por las tomas de agua desde el mar.